# Augusto César Alves Ferreira da Silva

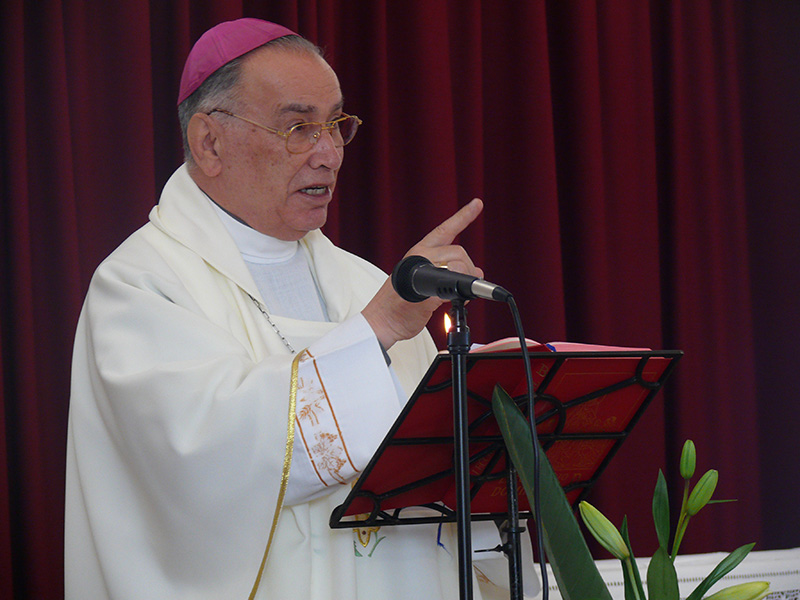
Augusto César Alves Ferreira da Silva, 2009

Augusto César Alves Ferreira da Silva CM (* 15. März 1932 in Fervença, Celorico de Basto) ist Altbischof von Portalegre-Castelo Branco.

## Leben
Augusto César Alves Ferreira da Silva trat der Ordensgemeinschaft der Lazaristen bei und empfing am 24. Juli 1960 die Priesterweihe. Papst Paul VI. ernannte ihn am 19. Februar 1972 zum Bischof von Tete.
Der Patriarch von Lissabon und Militärvikar von Portugal António Ribeiro spendete ihm am 21. Mai desselben Jahres die Bischofsweihe; Mitkonsekratoren waren Erzbischof António de Castro Xavier Monteiro, Weihbischof in Lissabon, und Manuel Marilla Ferreira da Silva, Weihbischof in Goa und Daman. Von seinem Amt trat er am 31. Mai 1976 zurück.
Am 25. September 1978 wurde er zum Bischof von Portalegre-Castelo Branco ernannt. Von diesem Amt trat er am 22. April 2004 zurück.